# Агров, Николай Николаевич
Николай Николаевич Агров (1902—1976) — певец, видный деятель русского масонства в эмиграции.

## Биография
Родился в семье Николая Николаевича Агрова, статского советника, преподавателя географии 6-й петербургской гимназии. В 1912 году начал учиться в гимназии в Петербурге, но в 1917 году семья переехала в Ростов-на-Дону, где он окончил Аксайскую-на-Дону гимназию. В 1919 году с частями Белой армии ушёл в Крым. Два года сражался в рядах Добровольческой армии. Служил в Вооружённых силах юга России и в Русской армии, в инженерных частях до эвакуации из Крыма.
В ноябре 1920 года с армией генерала Врангеля эвакуирован в Галлиполи, где учился в Николаевском инженерном училище. Юнкер. На 18.12.1920 года числился во 2 роте Саперного батальона Технического полка в Галлиполи. Вольноопределяющийся. В 1923 году получил в Болгарии чин подпоручика. Работал как строительный техник. Осенью 1925 года числился в составе Технического батальона в Югославии. С сентября 1928 года жил в Париже. По 1930 год учился по классу пения в Русской консерватории в Париже. Певец (бас). С 1930 года действительный член Общества Тургеневской библиотеки. Артист Русской оперы князя Церетели. С 1930 года постоянно концертировал, в том числе и с сольными программами, участвовал в благотворительных акциях, в том числе в проведении Бала прессы при Союзе русских писателей и журналистов. Пел в Русской народной опере, в Тургеневском артистическом обществе, на сцене Ла Скала. С 1931 года член Союза деятелей русского искусства во Франции. Сотрудничал со Студенческим клубом Русского студенческого христианского движения, где выступал в концерте. В 1939—1941 годах — артист Русской оперы в Париже. В промежутках между сценическими выступлениями работал чертёжником. При основании, в октябре 1940 года, вошёл в Объединение русских деятелей литературы и искусства.
По окончании Второй мировой войны работал по строительной части в Париже, Барселоне, Мадриде. Выступал также как певец, актёр, режиссёр. Выступал в концертах с А. И. Лабинским, К. А. Лишке. В 1946—1947 годах сотрудничал с Новым театром (Опереттой) в Париже, с Союзом советских патриотов, с Коллективом русских актёров, созданном при этом Союзе (Русском театре при этом союзе). С 1946 года постоянно выступал с концертами в Русском музыкальном обществе за границей. В 1949—1954 гг. выступал в Русском драматическом театре, в 1950 — в Обществе друзей русского театра, в 1953—1955, и в 1957—1958 гг. — в Русской оперетте, в 1949—1951 — в Русской камерной опере (дирекция Н. А. Корганова) в Париже, в 1951—1952 гг. выступал в последней в качестве режиссёра. В 1956—1957 годах — артист Русского театра. Одновременно с артистической деятельностью работал чертёжником-проектировщиком. В 1958 году оставил сцену. С июля 1948 года по 1956 год был служащим в научно-техническом центре.
Умер 1 ноября 1976 года в госпитале.

### В масонстве
Масон. Посвящён в масонство в 1956 году в русской парижской ложе «Северное сияние» № 523 (ВЛФ). Вскоре перешёл в ложу «Астрея» № 500, где в 1961—1963 годах был первым стражем. В ходе произошедшего раскола в Великой ложе Франции, в 1964 году перешёл в Великую национальную ложу Франции. Предлагал назвать новую ложу «Орион», но затем было принято решение об оставлении старого наименования. Вместе с другими братьями, 23 июня 1965 года, создал русскоязычную масонскую ложу «Астрея» № 100, был её первым стражем, в 1967—1969 годах — досточтимым мастером, а в 1973 году — оратором. Был посвящён в 30° ДПШУ, был членом капитула «Астрея» (15°—18°), и его руководителем (весьма мудрым мастером) до кончины.